# Australytta szekessyi
Australytta szekessyi is een keversoort uit de familie van de oliekevers (Meloidae). De wetenschappelijke naam van de soort is voor het eerst geldig gepubliceerd in 1953 door Zoltán Kaszab.